# 華胥引 (古琴曲)
〈華胥引〉，古琴曲，以黃帝夢見理想國度華胥氏之國為題。現存曲譜中首見於《神奇秘譜》上卷中的〈太古神品〉，為該譜中第三曲。今有琴家姚丙炎打譜的版本。

## 版本
〈華胥引〉收錄於《神奇秘譜》、《浙音釋字琴譜》、《風宣玄品》、《重修真傳琴譜》、《琴苑心傳全編》等琴譜中。

## 相關記錄
《琴史》：「『是曲者，太古之曲也。尤古於〈遁世操〉。一云黃帝之所作，一云命伶倫所作。』按列子，『黃帝在位十五年，憂天下不治，於是退而閒居大庭之館，齋心服形，三月不親政事。書寢而夢遊華胥氏之國，其國自然，民無嗜慾，而不夭殤，不知樂生，不知惡死；美惡不萌於心，山谷不躓其步，熙樂以生。黃帝既寤，怡然自得，通於聖道，二十八年而天下大治，幾若華胥之國。』故有〈華胥引〉。」。

## 弦式
「淒涼調」：緊二、五絃。

## 演奏版本
- 《神奇秘譜》，姚丙炎打譜，姚丙炎、姚公白、姚公敬演奏。[4][5][6][7]

## 外部連結
- YouTube上的〈華胥引〉，姚丙炎演奏，收錄於《中國音樂大全‧古琴卷》